# فرانسیس یسیدرو اجورث
فرانسیس یسیدرو اجورث (به انگلیسی: Francis Ysidro Edgeworth) (زادهٔ ۸ فوریهٔ ۱۸۴۵ - درگذشته ۱۳ فوریهٔ ۱۹۲۶) از اقتصاددانان برجسته بود.
وی در سال ۱۸۴۵ در ایرلند متولد شد و تحصیلات ابتدایی و متوسطه را در خانه به پایان برد و سپس وارد کالج ترینیتی در دوبلین شد.
سپس به دانشگاه آکسفورد رفت و در سال ۱۸۶۵ از این دانشگاه فارغ‌التحصیل گردید. او پس از مدتی کار وکالت در لندن و تدریس ادبیات انگلیسی در کالج بدفورد، به تدریس منطق در کالج کینگز لندن پرداخت و در همین کالج در سال ۱۸۸۵ به درجه استادی رسید.
اجورث در سال ۱۸۹۱ به استادی کرسی اقتصاد سیاسی دانشگاه آکسفورد دست یافت. او در سال ۱۹۲۲ بازنشسته شد، ولی همراه با جان مینارد کینز به اداره امور مجله اقتصادی ادامه داد. او در سال ۱۹۲۶ در سن ۸۱ سالگی درگذشت.

## فعالیتها
فرانسیس یسیدرو اجورث تقریباً همه آثار او اقتصاددانان را مخاطب قرار داده و موضوعات فنی گسترده‌ای مثل مالیات‌ها، انحصار و قیمت‌گذاری در انحصار دو جانبه، نظریه محض تجارت بین‌المللی و نظریه شاخص‌های قیمت را متعرض شده‌است. کار بزرگ دیگر او تألیف کتاب روحیات ریاضی در سال ۱۸۸۱ است که استفاده از اخلاق مطلوبیت‌گرایی در زندگی اقتصادی است و نثر قدیمی و نصیحت‌گر آن که مملو از نقل قول از متون یونانی و اشاره به ادبیات کلاسیک است، البته مخاطبان وسیع‌تری دارد. با این حال، این کتاب عمیق و استعاری، حتی توجه همقطاران او را نیز چندان جلب نکرد. فقط استفاده از منحنی‌های بی‌تفاوتی در این کتاب به‌طور جدی مورد توجه قرار گرفت و اشاره او به مفهوم ماهیت یک اقتصاد مبادله‌ای تنها اخیراً و در نتیجه توسعه نظریه بازی‌ها، مورد عنایت واقع شده‌است. شرح و بسطی که اجورث در مورد مسائل می‌دهد، بسیار موجز است او از نظر شخصیتی نیز ترجیح می‌داد در پس پرده بماند. در نتیجه، غالب افکار او هنوز که هنوز است توسط دیگرانی که با این افکار برخورد می‌کنند، مجدداً کشف می‌شود. برای نمونه، در حالی که آلفرد مارشال بی‌تردید تحت‌تأثیر پاره‌ای نکات فنی ارائه شده توسط اجورث بوده، ولی اجورث همواره مارشال را استادی قابل‌احترام می‌دانست که اجورث باید در پایین پای او بنشیند. در سال ۱۸۹۱ که مجله اقتصادی به عنوان ارگان انجمن اقتصاددانان سلطنتی انگلیس تأسیس شد، اجورث سردبیر آن شد و مدت ۳۵ سال در این سمت باقی‌ماند.
او اگر چه در چاپ مقالات در مجله، جانب انصاف را مراعات می‌کرد، ولی در مواردی نیز از نشر مقالاتی که فکر می‌کرد به اشتهار مکتب کمبریج (که تحت هدایت مارشال بود) لطمه خواهد زد، سرباز می‌زد.
او نخستین کسی است که قانون بازده نزولی را برحسب کاهش تولید نهایی یک عامل تولید بیان داشت، در حالی که قبل از او دیگران همواره این قانون را برحسب کاهش تولید متوسط عامل تولید تعریف می‌کردند. او نخستین کسی است که «تابع مطلوبیت عمومی» را تعریف کرد، که مطابق آن مطلوبیت یک کالا فقط به مقدار مصرف آن توسط شخص بستگی ندارد، بلکه وابسته به مصرف دیگر کالاها توسط شخص نیز هست و بدین وسیله موضوع جایگزینی و مکمل بودن کالاها را به متن نظریه مطلوبیت آورد. او همچنین اولین کسی است که «منحنی‌های بی‌تفاوتی» را معرفی (ترکیبات مختلف دو کالا را نشان می‌دهد که برای شخص مطلوبیت یکسانی دارند) و «منحنی قرارداد» را مطرح کرده‌است که نقاط مشترک منحنی‌های بی‌تفاوتی را برای افراد مختلف نشان می‌دهد. اما مهم‌ترین خدمت اجورث به علم اقتصاد، ارائه نظریه هسته‌ در اقتصاد مبادله‌ای است.
این نظریه از نظر طرفداران نظریه بازی‌ها در اثبات وجود تعادل عمومی به روش والراس اهمیت فراوانی دارد.
اجورث جدا از کتاب روحیات ریاضی، کتاب دیگری نیز در مورد اخلاق منتشر کرد و در سال ۱۸۸۷، کتاب کوچکی نیز تحت عنوان متریک دربارهٔ اندازه‌گیری مطلوبیت تألیف کرد.
او همچنین سخنرانی‌هایی در مورد اقتصاد جنگ، چه در اثنای جنگ بین‌الملل اول و چه بلافاصله پس از ختم آن، ایراد کرده‌است.
اجورث مجموعه مقالات خود را در سال ۱۹۲۵ در سه مجلد تحت عنوان مقالاتی راجع به اقتصاد سیاسی منتشر کرد.